# Jenůfa
Jenůfa è un'opera in tre atti di Leoš Janáček con libretto dello stesso compositore, basato sulla pièce Její pastorkyňa (La sua pastorella) di Gabriela Preissová.

## Prime rappresentazioni
Fu dapprima messa in scena al teatro di Brno il 21 gennaio 1904. Scritta tra il 1896 e il 1902, è una delle prime opere in prosa. 
Lugubre storia di un infanticidio e successiva redenzione, è la prima tra le opere di Janáček in cui si nota chiaramente il suo specifico stile. Come la pièce da cui trae origine, è nota per il suo crudo realismo. Mentre attualmente viene eseguita nella versione originale del compositore, dapprima la sua popolarità era dovuta a una versione rivista di Karel Kovařovic che ne alterava quello che fu visto come il suo stile eccentrico e la particolare orchestrazione. Così modificata ebbe una ricezione positiva sia al Teatro Nazionale di Praga il 26 maggio 1916, sia poi anche nel resto del mondo dopo il successo della prima allo Staatsoper di Vienna il 16 febbraio 1918 con Maria Jeritza nella versione definitiva.. Al Covent Garden di Londra fu messa in scena una nuova versione nel 1956, con protagonista il soprano Sylvia Fisher, che interpretò il ruolo di Kostelnička per vent'anni di seguito. A Vienna fino al 2011 è andata in scena per 123 recite.
Nella traduzione tedesca di Max Brod ebbe la prima negli Stati Uniti il 6 dicembre 1924 diretta da Artur Bodanzky con la Jeritza e Margarete Matzenauer al Metropolitan Opera House di New York dove fino al 2007 ha avuto 45 recite.
Il 1º marzo 1926 ebbe la prima all'Opera di Amburgo.
Solo dopo oltre 70 anni fu possibile ascoltarla di nuovo nella versione originale.
Janáček scrisse un'overture in parte basata su una canzone chiamata Žárlivec (L'uomo geloso) che poi scartò e viene adesso eseguita come composizione sinfonica da concerto con il titolo Žárlivost (Gelosia) JW 6/10.
L'opera è dedicata alla memoria della figlia Olga (alla quale dedicò anche una composizione corale: L'elegia per la morte della figlia Olga).

## Ruoli e cast della prima assoluta

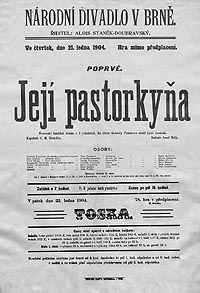
Locandina della prima, 1904

| Ruolo                                              | registro vocale | Interprete 21 gennaio 1904 (Direttore: Cyril Metoděj Hrazdira) |
| -------------------------------------------------- | --------------- | -------------------------------------------------------------- |
| Jenůfa                                             | soprano         | Marie Kabeláčová                                               |
| Laca Klemeň                                        | tenore          | Alois Staněk-Doubravský                                        |
| Števa Buryja                                       | tenore          | Bohdan Procházka                                               |
| Kostelnička Buryjovka                              | soprano         | Leopoldina Hanusová-Svobodová                                  |
| Nonna Buryjovka                                    | Contralto       | Věra Pivoňková                                                 |
| Stárek,                                            | Baritono        | Karel Benýško                                                  |
| Sindaco                                            | Basso           | Alois Pivoňka                                                  |
| Moglie del sindaco                                 | Mezzosoprano    | Ema Kučerová                                                   |
| Karolka                                            | mezzo-soprano   | Růžena Kasperová                                               |
| Coro:Lavoratori, servi, donne, popolani, musicisti |                 |                                                                |

## Trama
L'opera è ambientata in un villaggio di montagna della Slovacchia.

### Atto 1
Jenůfa, figliastra della Kostelnička, è incinta, a insaputa di tutti, dell'amante Števa Buryja: l'uomo è stato richiamato per la visita di leva, e qualora venisse arruolato nell'esercito le loro nozze non sarebbero più possibili, e il disonore della ragazza verrebbe scoperto. Per loro fortuna, Števa viene esonerato dal servizio militare, e per i festeggiamenti che ne seguono si ubriaca così tanto che la Kostelnička, indignata, impone che le nozze con la figliastra vengano ritardate di un anno affinché il promesso sposo impari ad essere più moderato. 
 Di Jenůfa è tuttavia innamorato anche Laca, fratellastro di Števa, gelosissimo del rapporto tra i due: Laca stuzzica la ragazza insinuandole che il fratellastro non la amerebbe se fosse una brutta ragazza. Alle resistenze di Jenůfa, Laca in un impeto d'ira le sfregia il volto con il coltello.

### Atto 2
Cinque mesi dopo, Jenůfa è creduta da tutti a Vienna a fare la cameriera, ma in realtà la ragazza è nascosta, all'insaputa di tutti, a casa della Kostelnička, dove in segreto ha partorito il figlio di Števa. La matrigna medita su come agire per allontanare dalla ragazza la vergogna di essere madre senza un matrimonio, e convoca Števa per capire le sue intenzioni: l'uomo, tuttavia, afferma di non voler più sposare Jenůfa, perché così sfigurata non le piace più. Egli, impegnatosi nel frattempo con Karolka, la figlia del sindaco, è intenzionato a mantenere comunque il figlio, sebbene non sia disposto a riconoscerlo. 

Congedato Števa, Kostelnička riceve la visita del pentito Laca, ed ancora innamorato di Jenůfa. L'uomo si dimostra pronto a sposare la ragazza, ma ha delle remore circa l'affidamento del bambino. La matrigna, capendo che il figlio di Števa potrebbe essere un impedimento al matrimonio, mente a Laca dicendogli che il bambino è morto, e lo congeda. Una volta uscito, Kostelnička decide di uccidere il bambino, abbandonandolo nella neve. Al suo ritorno, la donna ritrova Jenůfa sveglia, ancora confusa dopo il delirio del parto: Kostelnička le mente dicendo che il bambino è morto durante il travaglio; inoltre la mette al corrente delle nozze di Števa con Karolka, e del proposito di Laca di sposarla, che torna per dichiararle il suo amore. Jenůfa accetta, mentre la matrigna inizia a sentire il peso del rimorso per l'infanticidio.

### Atto 3
Due mesi dopo, fervono i preparativi per le nozze di Jenůfa e Laca. Improvvisamente per il villaggio si sparge la notizia del ritrovamento del corpo di un bambino nel fiume, scoperto dopo il disgelo: con orrore, Jenůfa riconosce i vestiti del figlio. La folla, sconvolta, fa per linciare la ragazza, difesa dal solo Laca; Kostelnička, rosa dai rimorsi e emotivamente instabile a causa degli incubi, decide allora di confessare il delitto. Alla notizia della paternità del bambino, Karolka decide di rompere il fidanzamento con Števa, che si allontana affranto. Prima che venga assicurata alla giustizia, Jenůfa perdona la matrigna, e rimane con il solo Laca, pronti a vivere la nuova vita assieme.